# Carcassonne (stad)
Carcassonne, Occitaans: Carcassona, is een vestingstad in Frankrijk. Het ligt in de regio Occitanie op 90 km ten zuidoosten van Toulouse, globaal tussen de Pyreneeën en de Montagne Noire. De stad ligt aan beide kanten van de rivier de Aude en ook het Canal du Midi gaat door de stad. De stad heeft door zijn centrale ligging een belangrijke regionale marktfunctie. Belangrijkste werkgevers zijn de overheid, dienstensector, detailhandel en toerisme. In de gemeente ligt spoorwegstation Carcassonne. De gemeente telde 46.429 inwoners op 1 januari 2022.
Het is na Parijs, Versailles en de Mont Saint-Michel de grootste toeristische trekpleister van Frankrijk. De bekendste bezienswaardigheid is de volledig gerestaureerde versterkte oude binnenstad, La Cité de Carcassonne. Deze Ville fortifiée historique de Carcassonne staat sinds 1997 op de werelderfgoedlijst van de UNESCO. Het is een uitzonderlijk voorbeeld van een middeleeuwse stad in Europa, die bijna volledig is bewaard, en de grootste behouden vesting uit de middeleeuwen.
Het eigenlijke stadscentrum, waar ook het stadhuis ligt, is de Ville Basse, de benedenstad, of Bastide St. Louis. Deze is in de 13e eeuw als toevluchtsoord voor bewoners gebouwd van de buurten die vroeger rond de Cité waren gebouwd en die volledig werden gesloopt. Twee bruggen over de Aude verbinden de oude Cité en de nieuwe stad met elkaar, genaamd de Pont Vieux en de Pont Marengo.

## Geschiedenis
De oorsprong van de stad ligt in de 8e eeuw v.Chr., toen op een plateau twee kilometer ten zuidwesten van de huidige stad de plaats Carsac werd gebouwd, een grote versterkte handelsnederzetting. Deze handelsnederzetting, of oppidum, maakte deel uit van een netwerk van oppida tussen de Middellandse Zee en de Atlantische Oceaan. Aan het eind van de 7e eeuw v.Chr. vond een uitbreiding plaats, tot de stad uiteindelijk een oppervlakte van ca. 30 ha besloeg. Naast resten van ringgrachten en verdedigingswerken zijn ook graansilo's en keramiek gevonden, die getuigen van een zekere welvaart.

### Romeinse tijd
De Romeinen namen in de 2e eeuw v.Chr. de streek in bezit. Vanwege de strategische ligging aan de grote handelsroute, door de Romeinen bestraat en Via Aquitania genoemd, bouwden ze een castellum ten noorden van de nederzetting. Deze kreeg de naam Carcaso. De Romeinse nederzetting werd in de 1e eeuw v.Chr. door Julius Caesar verheven tot hoofdplaats van een colonia met de naam Julia Carcaso, hetgeen betekende dat de nederzetting stadsrechten kreeg en de inwoners Romeins staatsburger werden. Dit bleek aantrekkelijk genoeg voor de inwoners van Carsac om hun intrek te nemen in de Romeinse stad en de oude nederzetting raakte ontvolkt. In de nadagen van het Romeinse Rijk in de 4e eeuw, voorafgaand aan de Grote Volksverhuizing, besloot men een stadsmuur op te trekken om beter tegen eventuele aanvallen te zijn beschermd. De stad werd binnen de muren opnieuw opgebouwd. De binnenste stadsmuur komt in aanleg grotendeels uit deze tijd.

### Middeleeuwen
In 326 namen de Franken de stad in, maar de Romeinen wisten ze na korte tijd weer te verdrijven. Na de definitieve val van het West-Romeinse Rijk in de 5e eeuw namen de Visigoten de stad in bezit. Zij versterkten de muren verder, voornamelijk door via uitgravingen aan de voet van de vestingmuur deze te verhogen. Zo kwam de oudere Romeinse muur boven de eronder gemetselde Visigotische muur te liggen. Carcaso heette voortaan Carcassona. Na de val van Tolosa, tegenwoordig Toulouse, als hoofdstad van het Visigotisch koninkrijk werd de stad een belangrijke grenspost bij het koninkrijk der Franken. In 712 wordt Carcassonne voor het eerst door de Moren geplunderd, die onder leiding van Moussa-ben-Houssar een strooptocht ondernamen. Na hun inval op het Iberisch Schiereiland in 711 vertoonden ze zich voor het eerst over de Pyreneeën.
Na korte tijd bezet te zijn geweest door de Saracenen werd de stad in 759 door de Frankische koning Pepijn de Korte veroverd. Uit deze tijd stamt de legende van Dame Carcas. Hierna werd Carcassonne de hoofdstad van een burggraafschap dat leenplichtig was aan de graaf van Toulouse. In de tiende eeuw werd de stad geregeerd door de Oliba-dynastie, in de elfde eeuw door de Commingues-Couserans, gevolgd door de Trencavels. Deze familie had al de burggraafschappen Béziers en Albi in bezit. Bernard Aton Trencavel, burggraaf van 1074 tot 1129, liet het huidige Château Comtal bouwen en nam een aanvang met de bouw van de St. Nazaire-basiliek.

### Franse verovering

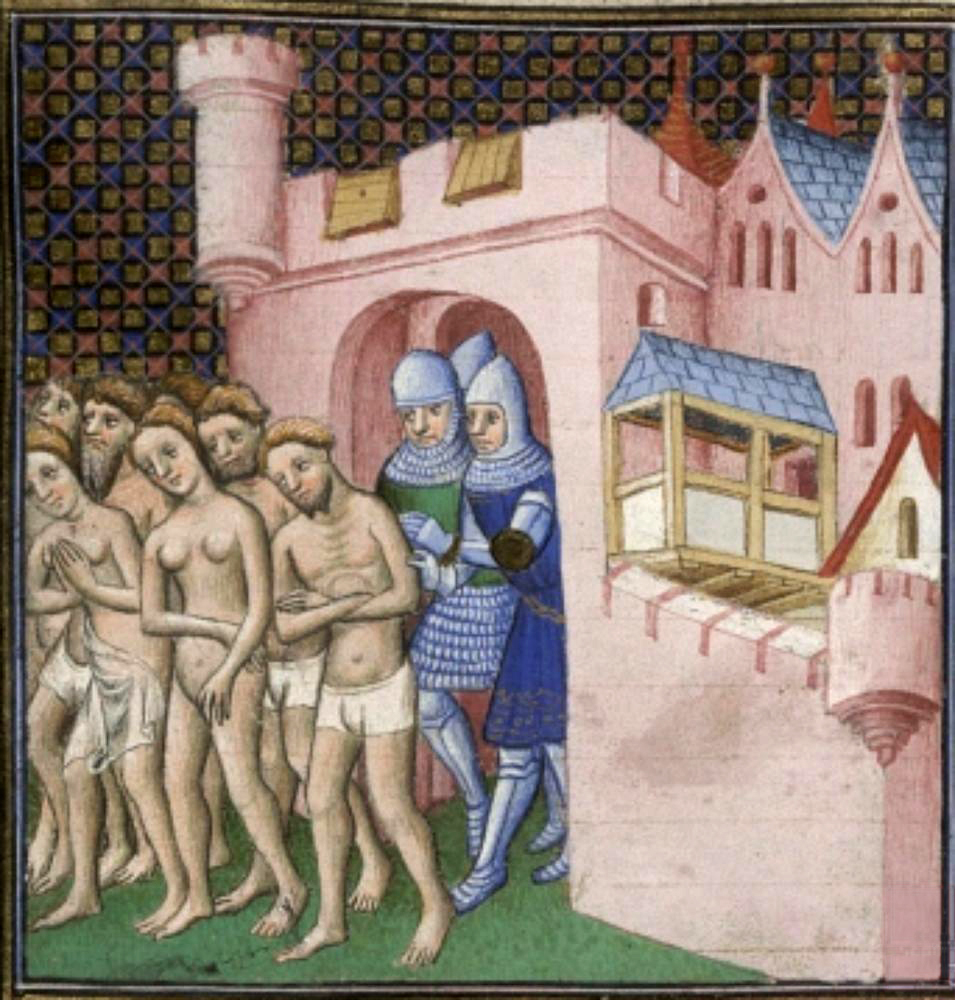
Katharen worden verdreven uit Carcassonne (1209)

Tijdens de regering van Raimond-Roger Trencavel was de stad in 1209 het slachtoffer van de Albigenzische Kruistochten. In de maand juli werd de stad gedurende 40 dagen door het kruisleger belegerd. Door watergebrek moest de stad zich overgeven. Raimond-Roger gaf zich over op voorwaarde dat de bevolking een vrije aftocht kreeg. Enige maanden later stierf hij onder verdachte omstandigheden in de kerker van het kasteel. Simon de Montfort, de leider van de kruistocht, werd door de Franse koning tot burggraaf benoemd. Na zijn dood nam graaf Raymond VII van Toulouse de stad in bezit. Koning Lodewijk VIII stuurde echter het leger op de stad af en na een beleg in juli 1226 werd de stad ingenomen.

### Opbouw Cité

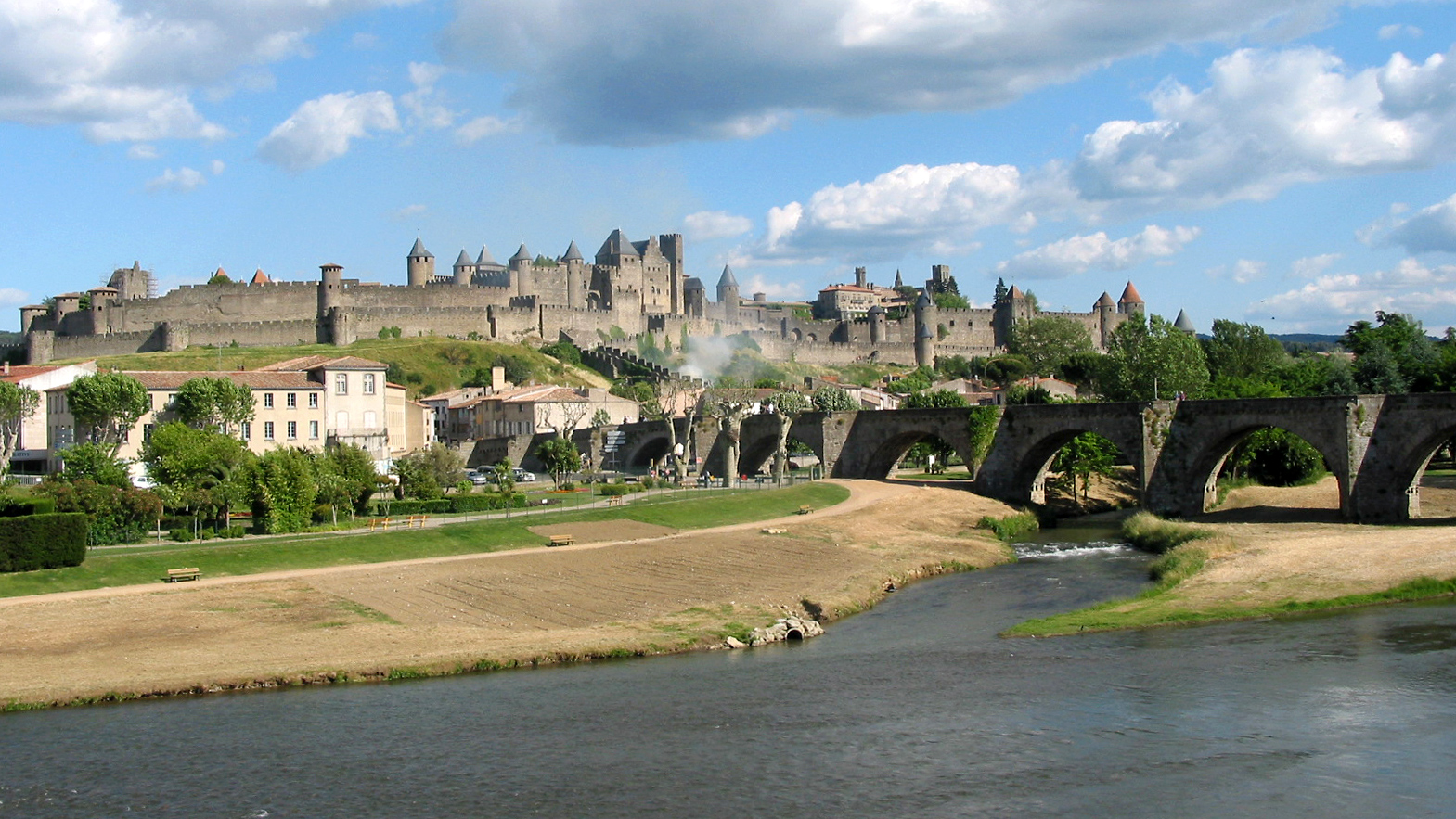
brug over de Aude en zicht op de Cité

Met het Verdrag van Meaux in 1229 ging het burggraafschap Carcassonne definitief over tot de domeinen van de Franse koning. Deze benoemde een seneschalk om in zijn naam de stad te besturen.
Carcassonne vormde vanaf nu de belangrijkste Franse verdediging tegen de ambities van de koning van Aragon, die bezig was zich gebieden in het zuiden van Frankrijk te verwerven. De grens tussen beide koninkrijken lag op dat moment op ca. 50 km ten zuiden van Carcassonne en volgde globaal de noordgrens van de Pyreneeën. De verdedigingswerken werden gemoderniseerd: zo kreeg het Château Comtal een extra verdedigingslinie en vormde het een 'vesting in een vesting'.
Aan de westkant van de stad begon men met het vrijmaken van een dwingel en de aanleg van een tweede, verder afgelegen, muur. De oude stadsmuur werd gerestaureerd en voorzien van kantelen en schietgaten en er werden een aantal nieuwe torens en poorten gebouwd, waaronder de indrukwekkende Porte de l'Aude.
In 1240, tijdens de regering van koning Lodewijk IX, beter bekend als Lodewijk de Heilige, probeerde Raymond II Trencavel, de zoon van de in de kerker gestorven Raymond-Roger, de stad met behulp van de bevolking in te nemen. De aanval werd echter afgeslagen. De grote voorsteden die vanaf ca. 1000 aan de oostzijde van de cité zijn ontstaan lagen grotendeels in puin. Als straf voor hun medewerking aan de revolte werd de gehele bevolking van de stad verbannen en liet de koning het restant van de voorsteden afbreken. Zo kwam er aan de oostkant van de cité ook ruimte vrij voor aanleg van een dwingel en tweede stadsmuur. In 1246 werd Raymond Roger II gedwongen af te zien van zijn rechten op het burggraafschap.
Tijdens de heerschappij van koning Filips de Stoute werden de werkzaamheden voltooid: de tweede muur werd afgebouwd, en de buitenste en binnenste muur werden op strategische plekken voorzien van grote nieuwe torens. De indrukwekkende Porte Narbonnaise, ook nu nog de belangrijkste toegang tot de cité, vormde het sluitstuk.

### Een nieuwe stad
Lodewijk de Heilige gaf in 1248 aan de verdreven bewoners van de voorsteden het recht om aan de overzijde van de Aude een bastide, een nieuwe stad te stichten, de Bastide Saint Louis. Rondom een centraal marktplein werd een stad op een zeshoekig grondplan opgebouwd met zijden van 1000 m en een recht stratenpatroon. De stad werd verdeeld in twee parochies: St. Michel en St. Vincent. De stad werd een belangrijk centrum voor de textielindustrie.

### Late middeleeuwen
Begin 1300 kwamen de inwoners van de stad onder de leiding van Bernard Délicieux in opstand tegen de inquisitie. De 14e eeuw bracht vervolgens eerst de pest en daarna de hongersnood. Bovendien brak in 1337 de Honderdjarige Oorlog uit. De stad werd in november 1355 geplunderd en platgebrand door de Zwarte Prins. Men wist de stad op een wat kleiner oppervlak snel weer op te bouwen, ditmaal kreeg ook de nieuwe stad een muur. De oude houten brug over de Aude tussen de oude en nieuwe stad werd vervangen door een stenen brug.

### Het verval
De stad bloeide als nooit tevoren, maar met de Vrede van de Pyreneeën kwam in 1659 een eind aan de verdedigende functie van de stad. In het verdrag kwamen de koningen van Frankrijk en Spanje een nieuwe grens overeen, die 40 km zuidelijker liep. Er werd niet meer geïnvesteerd in onderhoud van de versterkingen. In de 18e eeuw verruilden de notabelen dan ook de bovenstad voor de benedenstad, waar prachtige nieuwe patriciërshuizen werden gebouwd.
Bij de aanleg van het Canal du Midi, vanaf 1680, maakte het stadsbestuur een inschattingsfout. Men was niet bereid om geld te investeren om het kanaal door de stad te laten lopen. Daardoor deelde de stad niet in de economische opleving die het kanaal elders in de regio teweegbracht. Men zag de inschattingsfout in, maar het zou nog tot 1780 duren tot het kanaal door de stad werd verlegd. Na 1800 verliep de handel via het kanaal vanwege toename van de handel over zee.
In 1803 maakte de bisschop van Carcassonne van de St. Michel in de nieuwe stad, aan de rivier de kathedraal ten koste van de St. Nazaire in de cité. In 1820 schrapte de Franse regering de cité van de lijst van vestingen. Wegens gevaar voor de bevolking door achterstallig onderhoud besloot de Franse regering in 1840 tot ontmanteling van de cité.

### Restauratie door Viollet-le-Duc
De geest van de romantiek was echter uit de fles: alles wat middeleeuws of gotisch was kwam in de mode. Historicus Jean-Pierre Cros-Mayrevieille en schrijver Prosper Mérimée voerden een campagne om de vestingstad als monument te behouden. De actie had succes. De architect Eugène Viollet-le-Duc werd aangewezen om de restauratie uit te voeren. In 1844 begon hij met de restauratie van de kathedraal van St. Nazaire en in 1853 met die van de hele cité. In 1865 werd de restauratie van de kathedraal voltooid en 1879 die van het geheel.

## Economie
Vanwege de bezienswaardigheden: de Cité en in mindere mate de Ville Basse en het Canal du Midi, is het toerisme verreweg de belangrijkste bron van inkomsten geworden. De stad telt 34 hotels met in totaal 1200 kamers en honderden winkels die vooral op toeristen zijn gericht.
In de landbouw is alleen de wijnbouw van enig belang. Er is een lokale wijn die de naam Cité-de-carcassonne draagt en gemaakt wordt van de wijngaarden op de rand van de Cité. De vroeger zeer belangrijke textielindustrie is volledig verdwenen.

## Bezienswaardigheden

### Kerken

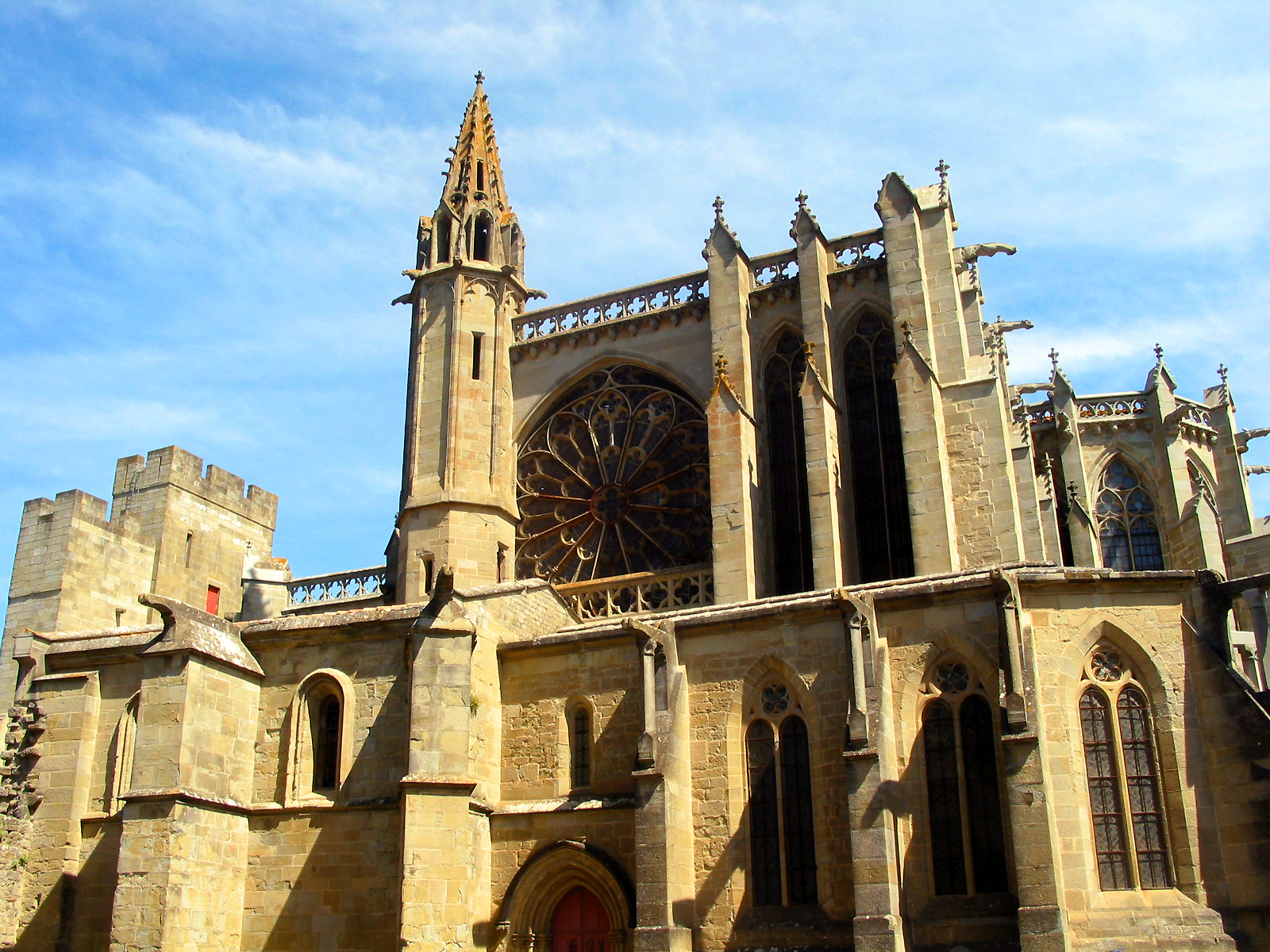
De Basiliek van Saint-Nazaire

Carcassonne kent een aantal opmerkelijke kerken. De belangrijkste is de Basiliek van Saint-Nazaire in de Cité. In 1096 legde paus Urbanus II de eerste steen voor deze kerk op de plaats van de oude Visigotische kathedraal. Van de kerk zijn het schip en de zijbeuken nog romaans, maar de bijzonderheid ligt meer in het gotische transept en koor die tussen 1269 en 1330 werden gebouwd op de plaats van hun romaanse voorgangers. De kerk is vooral bekend om de glas-in-loodramen, die tot de mooiste en oudste van Frankrijk gerekend worden (13e - 16e-eeuws).
De St. Michel werd tussen 1247 en 1320 gebouwd als een van de twee nieuwe parochiekerken van de 'Nieuwe Stad'. Nadat in 1355 de stad was platgebrand, werd een stuk van de zuidkant van de stad niet meer opgebouwd en werd de zuidmuur van de kerk opgenomen in de nieuwe ommuring. In 1803 kreeg de kerk de titel kathedraal, ten koste van de St. Nazaire. In 1849 legde een grote brand de kerk in de as. Viollet-le-Duc restaureerde de kerk, die nu een stenen overkluizing kreeg.
De St. Vincent was de tweede parochiekerk. De bouw hiervan startte ook in 1247, maar er was voor deze kerk minder geld beschikbaar dan voor de St. Michel. Door een fonds ingesteld door hertog Philips de Stoute kon de parochie de kerk tot in de 16e eeuw verder uitbreiden. Het gebouw geldt als schoolvoorbeeld van Zuidelijke gotiek. De kerk bevat vele kunstschatten en een carillon van 47 klokken.
De Église des Carmes was de kloosterkerk van de Karmelieten. Vóór de brandschatting van 1355 lag het klooster buiten de stad, maar in 1360 kregen de Karmelieten toestemming om binnen de stadsmuren een nieuw klooster te bouwen.
Wie de St. Gimier ziet vanuit de Cité, zal niet geloven dat deze kerk pas in de 19e eeuw werd gebouwd. De kerk werd tussen 1854 en 1859 door Viollet-le-Duc gebouwd in de stijl van de 13e-eeuwse gotiek, maar van binnen heeft hij geëxperimenteerd met 'nieuwe' gotische vormen. Het resultaat is een streng maar zeer harmonieus gebouw dat, ondanks de gotische elementen, van binnen modern aandoet. De St. Gimier staat op de plaats waar vroeger de Barbacane stond, een vooruitgestoken verdedigingspost in de vorm van een ronde toren. Deze verdedigingstoren was met een dubbele muur met de citadel verbonden.

### De Cité

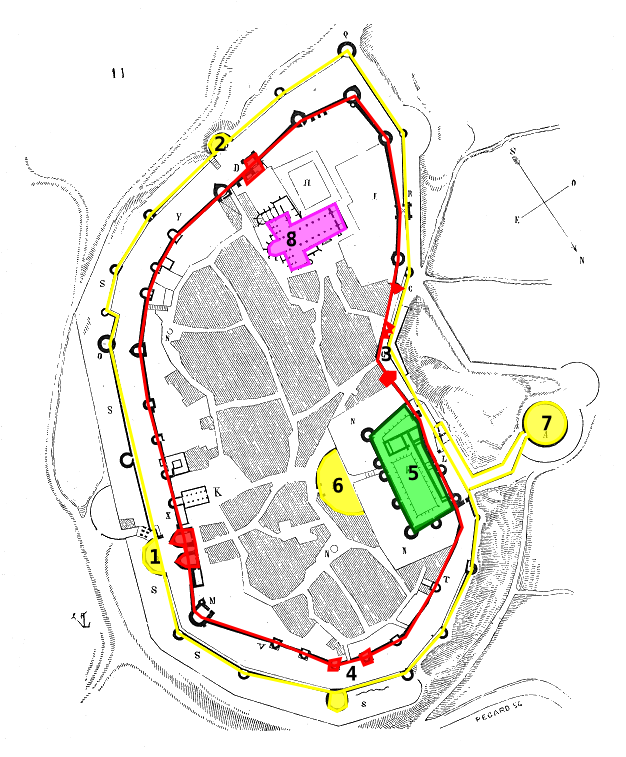
Plattegrond van de citadel

De oude versterkte stad of Cité ligt op de rechteroever van de rivier de Aude. Het is de grootste vesting van Europa. In de Cité bevinden zich veel historische gebouwen en het Château Comtal. Eromheen is een dubbele muur. De buitenmuur heeft 16 torens en de binnenmuur heeft 24 torens. Tussen de muren liggen de lices, de dwingels.
De restauratie door Viollet-le-Duc is sinds de 20e eeuw omstreden. Van veel onderdelen van het restauratiewerk was niet meer bekend hoe ze er vroeger uit hadden gezien en Viollet-le-Duc heeft hier naar eigen inzicht gehandeld. Zo heeft hij de daken van de torens bedekt met leien dakpannen, terwijl daarvoor in de streek gewoonlijk baksteen wordt gebruikt. Men spreekt daarom tegenwoordig van een 'poging tot reconstructie'. Hoewel de restauratie naar huidig inzicht misschien niet naar de letter van de geest is uitgevoerd, wordt het geheel wel geroemd om de eenheid van stijl, al ziet het er misschien net iets té gelikt uit.
In 1997 werd de oude stad door de UNESCO op de lijst van het werelderfgoed geplaatst.

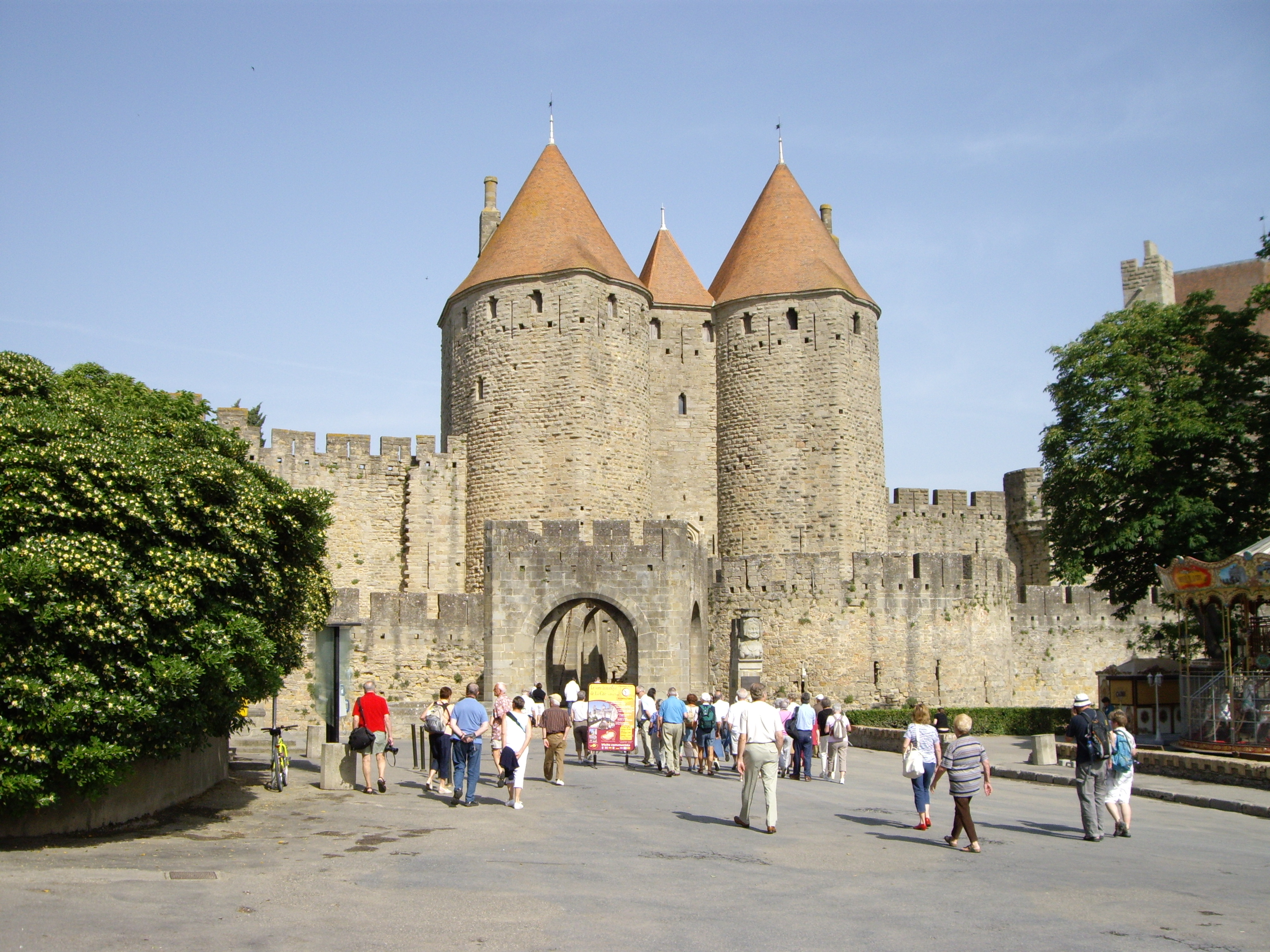
La porte Narbonnaise

De Cité vormt een stad in de stad. Vanwege de enorme toeristische drukte wonen er tegenwoordig geen 150 mensen meer. De meeste gebouwen doen dienst als winkels, bars en restaurants. Er is een school en een postkantoor.
De Cité bestaat uit:
- Porte Narbonnaise, hoofdingang - 1
- Rue Cros-Mayreveille
- Porte et barbacane Saint-Nazaire - 2
- Porte d'Aude = 3
- Porte du Bourg et barbacane Notre-Dame - 4
- Château Comtal - 5
- Lices basses, lage dwingels met:
  - Tour de l'Inquisition
  - Tour carrée de l'Évêque
  - Tour de la Justice
- Lices hautes, aan de oostkant
- Barbacane de l'est protégeant l'entrée du château - 6
- Barbacane de l'Aude - 7
- Tour Saint-Nazaire
- Basiliek van Saint-Nazaire, kerk met mooie gebrandschilderde ramen en prachtige beelden - 8
- Musée des Beaux-Arts
- Maison des Mémoires Joë Bousquet

### In Situ (2018)

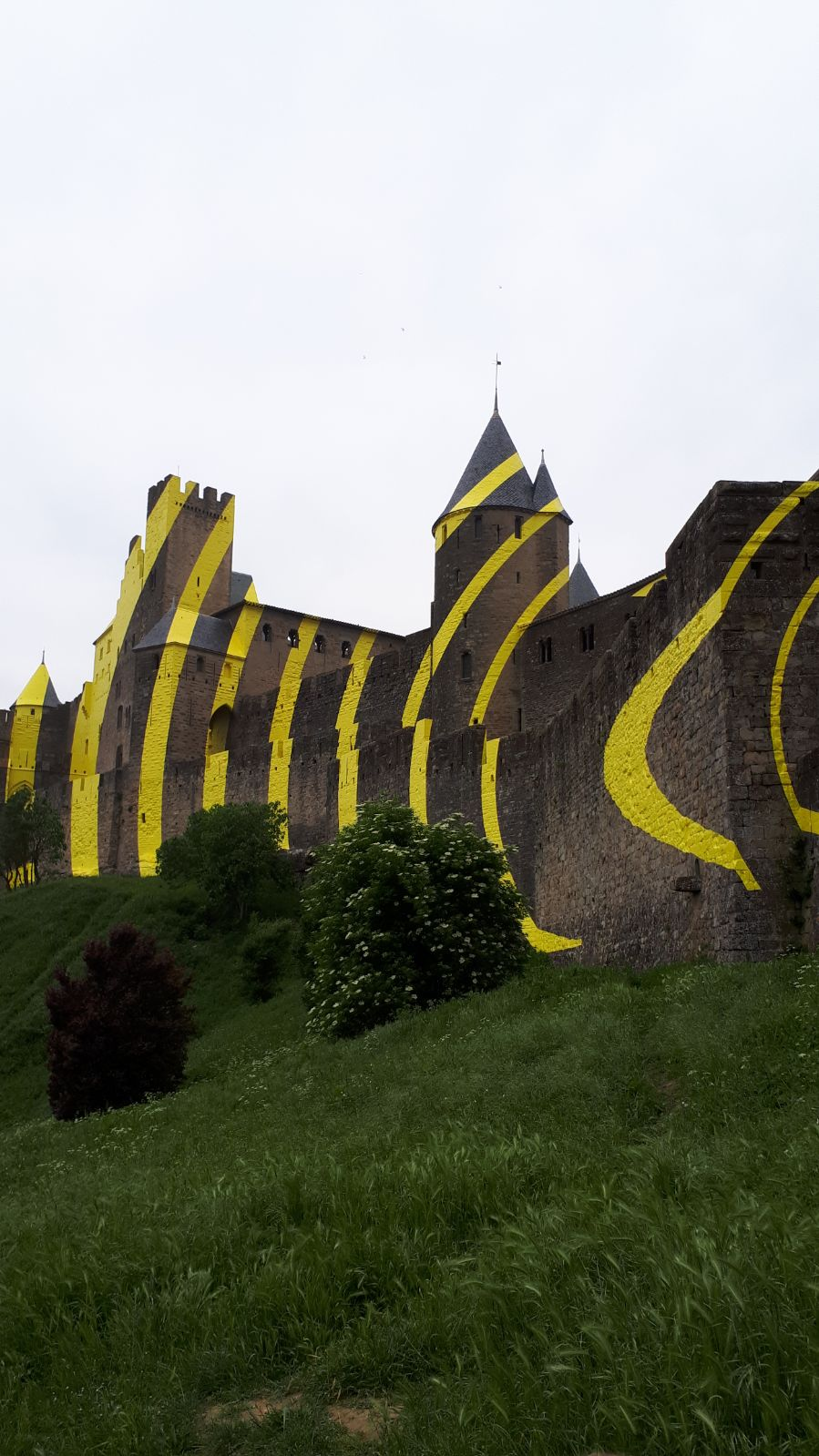
Felice Varini 's projectinstallatie van concentrische gele cirkels, in Carcassonne voor het 7e evenement "IN SITU, Erfgoed en hedendaagse kunst"

In het kader van het internationale kunstproject "IN SITU, erfgoed en hedendaagse kunst" had de stad de Frans-Zwitserse kunstenaar Felice Varini uitgenodigd zich te laten inspireren door de Cité van Carcassonne. Het was het zevende evenement van IN SITU, dat telkens een relatie tussen moderne kunst en architecturaal erfgoed brengt. Het project startte in mei 2018 en zette ook de 20ste verjaardag van de inscriptie van Carcassonne op de werelderfgoedlijst van UNESCO in de verf. Varini creëerde excentrieke concentrische cirkels, gemonteerd op het monument. Een uitzonderlijk project qua omvang en zichtbaarheid en gebruik van architecturale ruimte, zelfs al beperkte de installatie zich tot de westelijke gevel van de vestingwerken van de stad. De volledige perceptie van het werk gebeurt alleen voor de Porte d'Aude aan de voetgangersroute van de Bastide. De cirkels van gele kleur, bestaan uit dunne, geverfde aluminiumplaten, verspreiden zich als golven van tijd en ruimte, fragmenteren en vormen de geometrie van de cirkels op de torens en vliesgevels van de vestingwerken opnieuw. Het werk blijft alleen zichtbaar van mei tot september 2018.

## Geografie
De oppervlakte van Carcassonne bedroeg op 1 januari 2022 65,08 vierkante kilometer; de bevolkingsdichtheid was toen 713,4 inwoners per km².
De onderstaande kaart toont de ligging van Carcassonne met de belangrijkste infrastructuur en aangrenzende gemeenten.

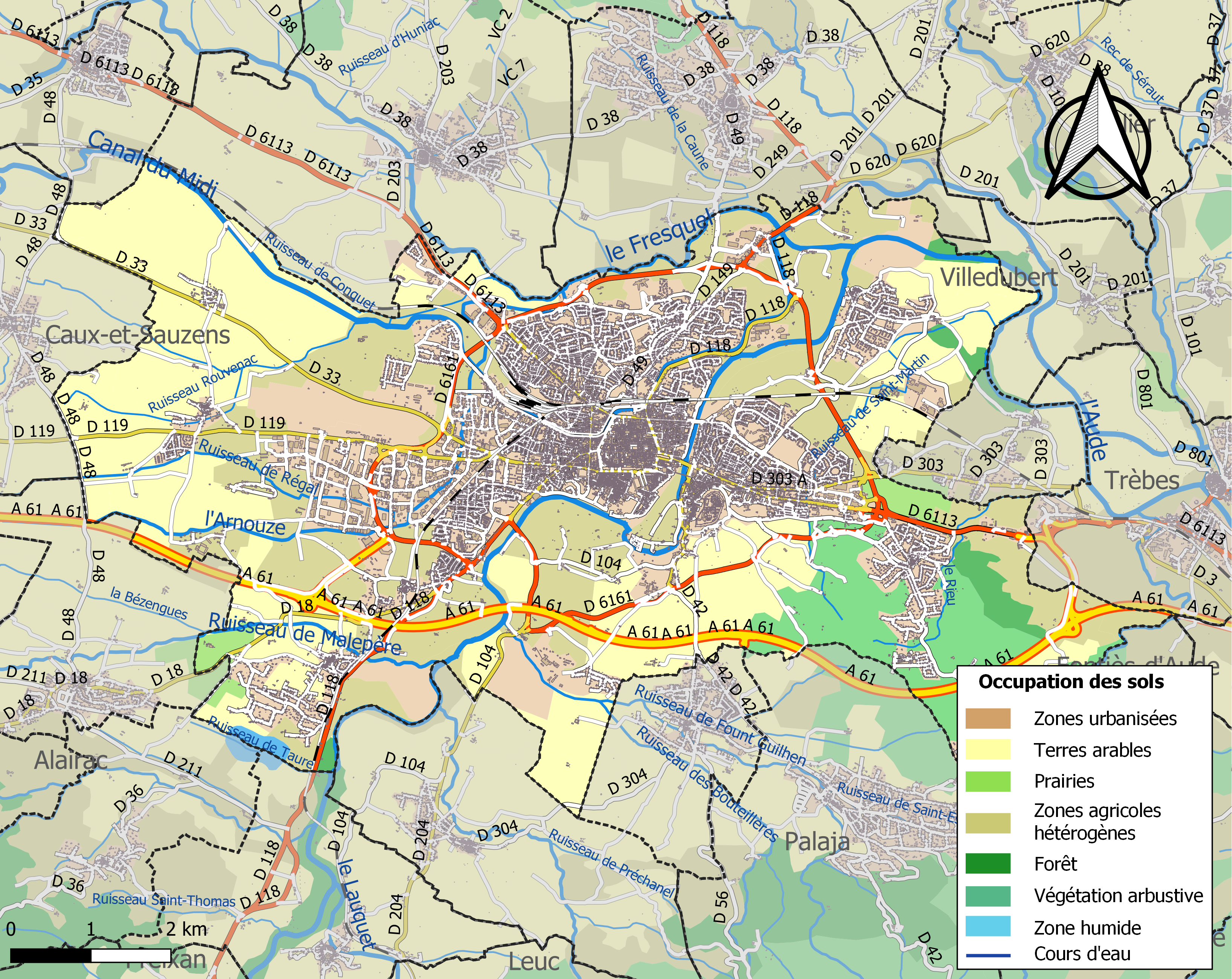

## Demografie
Onderstaande figuur toont het verloop van het inwonertal, bron: INSEE-tellingen. 

Vanwege een beveiligingsprobleem met de MediaWiki Graph-software is het momenteel niet mogelijk deze grafiek weer te geven. Zodra de software is bijgewerkt zal de grafiek vanzelf weer zichtbaar worden.

## Sport
Carcasonne is dertien keer etappeplaats geweest in de wielerkoers Ronde van Frankrijk. Dit was het voor het laatst het geval in juli 2025. Toen won de Belg Tim Wellens er de etappe.

## Trivia
- Het Suske en Wiske-verhaal De krakende carcas speelt zich in het jaar 1206 in Carcassonne af.
- Drie boeken van Kate Mosse Het Verloren Labyrinth, Citadel en Tijden van vuur spelen zich in en om Carcassonne af.
- Er is een bordspel Carcassonne.
- De Franse komedie Le Corniaud met Bourvil en Louis de Funès speelt zich voor een deel in Carcassonne af.

## Bekende inwoners van Carcassonne

### Geboren
- Raymond II Trencavel (1207-1267), burggraaf van Carcassonne
- Jacques Gamelin (1738-1803), kunstschilder
- Eugène de Laprade (1764-1816), abt in de orde van de Trappisten
- Paul Sabatier (1854-1941), chemicus en Nobelprijswinnaar (1912)
- Maurice Sarrail (1856-1929), generaal in de Eerste Wereldoorlog
- René de Labarrière (1899-1948), militair
- André Cayatte (1909-1989), cineast
- Georges Spénale (1913-1983), schrijver, dichter en politicus
- Albert Fert (1938), natuurkundige en Nobelprijswinnaar (2007)
- Mehdi Benhamouda (1995), wielrenner

### Overleden
- Alfred Tomatis (1920-2001), kno-arts
- Arnaud Beltrame (1973-2018), officier bij de Gendarmerie Nationale
- Etienne Cocquyt (1935-2025), kok